# Альціон сенегальський
Альціон сенегальський (Halcyon senegalensis) — середнього розміру рибалочка, поширений в Африці на південь від Сахари.